# Торговицкий, Алексей Александрович
Алексей Александрович Торговицкий (1893—1972) — участник Белого движения на Юге России, капитан Алексеевского артиллерийского дивизиона.

## Биография
Из потомственных дворян. Среднее образование получил в Николаевском среднем механико-техническом училище.
С началом Первой мировой войны поступил в Сергиевское артиллерийское училище, по окончании ускоренного курса которого 1 ноября 1915 года был произведен в прапорщики. 9 августа 1916 года переведен во 2-й Ивангородский отдельный тяжелый артиллерийский дивизион, а 10 августа произведен в подпоручики.
В Гражданскую войну участвовал в Белом движении на Юге России, во ВСЮР и Русской армии — в 34-й артиллерийской бригаде до эвакуации Крыма. Награждён орденом Св. Николая Чудотворца
За то, что в боях 25 и 26 июля 1920 года у Корсунского Монастыря, он, будучи послан со своим орудием на правый фланг позиций, на участок Симферопольского полка, в продолжении 2-х суток отбивал настойчивые атаки кавалерии и пехоты красных. В бою 30 июля у с. Б. Маячки он, работая за наводчика, выбывшего из строя, метким огнем в упор отразил атаку на нашу батарею броневика противника, сопровождавшуюся конной атакой. В бою 2 августа у м. Каховки, он расположился с телефоном впереди цепей пехоты и спокойным и уверенным корректированием огня способствовал отражению трех попыток противника атаковать наши позиции, причем не оставлял своего поста несмотря на полученное ранение.
Галлиполиец, капитан. Осенью 1925 года — в составе Алексеевского артиллерийского дивизиона во Франции. В эмиграции там же, жил в Париже. Состоял членом Общества галлиполийцев и Объединения алексеевцев-артиллеристов.
Умер в 1972 году. Похоронен на кладбище Сент-Женевьев-де-Буа. Был женат на Татьяне Николаевне Безугловой (1890—1955).